# レッタ内閣
レッタ内閣（レッタないかく、イタリア語: Governo Letta）は、イタリアの第62代内閣である。

## 沿革

### 総選挙後の混乱
閣僚評議会議長（首相）のマリオ・モンティは経済危機からの立て直しを目的とした経済再生政策を進めていたが、国民に負担を強いることから不満が高まっていた。
2013年2月に開催された総選挙の結果、下院（代議院）で過半数を占めたピエル・ルイジ・ベルサーニ率いる民主党を中心とする中道左派連合は、上院（元老院）ではモンティ率いる中道勢力を含めても過半数を得るに至らなかった。
そのため、シルヴィオ・ベルルスコーニ率いる自由の人民を中心とした中道右派勢力、ベッペ・グリッロ率いる五つ星運動との連立協議を行うも不調に終わる。
またジョルジョ・ナポリターノの大統領任期の満了が近づく中、後継候補として中道右派と合意・推薦した元上院議長のフランコ・マリーニが中道左派勢力の造反者が出て、代わりに擁立した元首相のロマーノ・プローディは中道右派勢力の理解を得られず、いずれも議会の承認を獲得することに失敗した。

### 大統領再選、内閣発足

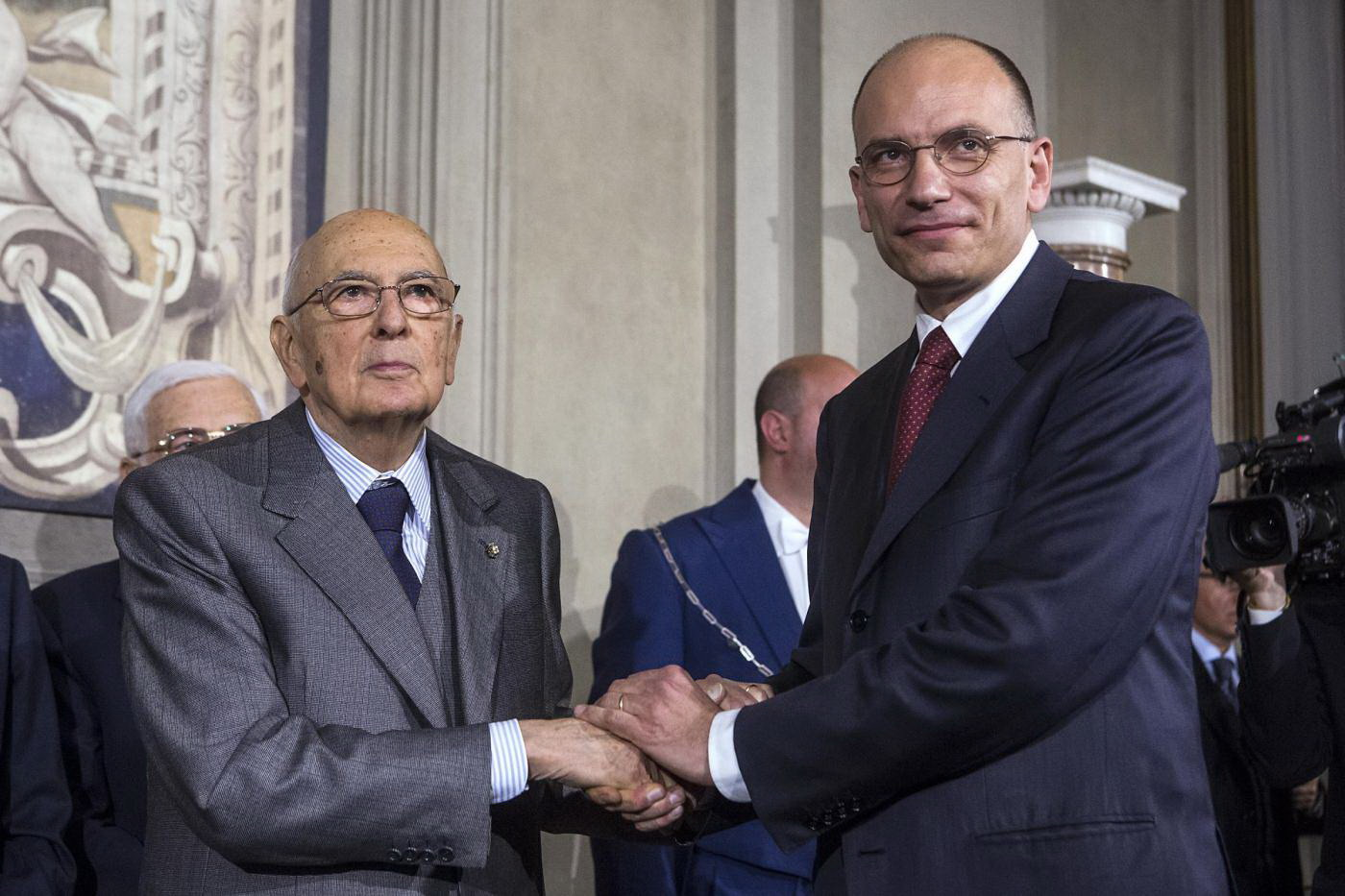
レッタとナポリターノ。

そのため、ベルサーニは党書記長の辞職を表明するとともに、議会主要各派とともにナポリターノの再選を要請し議会の承認を得ることに成功した。
ナポリターノは民主党前副書記長で中道系のエンリコ・レッタに組閣を要請。レッタは中道右派勢力、中道勢力との大連立で合意し、同年4月レッタ内閣が発足した。内閣発足後、与党第2勢力を率いるベルルスコーニの議員資格剥奪問題が浮上した。ベルルスコーニは連立離脱、上院での不信任案決議賛成を示唆し内閣に揺さぶりを図るも、側近で副首相のアンジェリーノ・アルファノはベルルスコーニに反旗、内閣支持を明言しベルルスコーニは党内分裂を回避するため内閣信任に方針転換する。結果的にベルルスコーニの上院議員資格を剥奪、連立離脱し、自由の人民からフォルツァ・イタリアに新党移行して再起を目指すも、アルファノは新党・新中道右派を結成し分裂した。

### 民主党の造反、内閣崩壊へ
同年12月、レッタの出身政党である民主党の書記長選挙でフィレンツェ市長のマッテオ・レンツィが圧勝した。翌2月、レンツィ執行部は役員会でレッタ内閣の改革政策が停滞しているとして総辞職を勧告。レッタはレンツィと会談後、内閣総辞職を表明した。

## 人事

### 閣僚
| 職名                                            | 氏名 | 氏名                               | 在任期間                      | 所属党派 | 所属党派                                    |
| ----------------------------------------------- | ---- | ---------------------------------- | ----------------------------- | -------- | ------------------------------------------- |
| 閣僚評議会議長 （首相）                         |      | エンリコ・レッタ                   | 2013年4月28日 – 2014年2月22日 |          | 代議院（下院） 民主党                       |
| 副首相 内相                                     |      | アンジェリーノ・アルファノ         | 2013年4月28日 – 2014年2月22日 |          | 代議院（下院） 新中道右派 （自由の人民→）   |
| 外相                                            |      | エンマ・ボニーノ                   | 2013年4月28日 – 2014年2月22日 |          | イタリア急進主義者                          |
| 経済財務相                                      |      | ファブリツィオ・サッコマンニ       | 2013年4月28日 – 2014年2月22日 |          | 無所属                                      |
| 国防相                                          |      | マリオ・マウロ                     | 2013年4月28日 – 2014年2月22日 |          | 元老院（上院） イタリア人民 （市民の選択→） |
| 司法相                                          |      | アンナ・マリア・カンチェッリエーリ | 2013年4月28日 – 2014年2月22日 |          | 無所属                                      |
| 経済開発相                                      |      | フラヴィオ・ザノナート             | 2013年4月28日 – 2014年2月22日 |          | 民主党                                      |
| 労働社会政策相                                  |      | エンリーコ・ジョヴァンニーニ       | 2013年4月28日 – 2014年2月22日 |          | 無所属                                      |
| インフラ整備交通相                              |      | マウリツィオ・ルーピ               | 2013年4月28日 – 2014年2月22日 |          | 代議院（下院） 新中道右派 （自由の人民→）   |
| 農林食品政策相                                  |      | ヌンツィア・デ＝ジローラモ         | 2013年4月28日 – 2014年1月27日 |          | 代議院（下院） 新中道右派 （自由の人民→）   |
| 教育大学研究相                                  |      | マリア・キアーラ・カルロッツァ     | 2013年4月28日 – 2014年2月22日 |          | 代議院（下院） 民主党                       |
| 保健相                                          |      | ベアトリーチェ・ロレンツィン       | 2013年4月28日 – 2014年1月27日 |          | 代議院（下院） 新中道右派 （自由の人民→）   |
| 環境相                                          |      | アンドレーア・オルランド           | 2013年4月28日 – 2014年2月22日 |          | 代議院（下院） 民主党                       |
| 文化観光相                                      |      | マッシモ・ブライ                   | 2013年4月28日 – 2014年2月22日 |          | 代議院（下院） 民主党                       |
| 無任所相 （欧州関係担当）                       |      | エンツォ・モアヴェーロ・ミラネージ | 2013年4月28日 – 2014年2月22日 |          | 市民の選択                                  |
| 無任所相 （州・自治体担当）                     |      | グラツィアーノ・デルリオ           | 2013年4月28日 – 2014年2月22日 |          | 民主党                                      |
| 無任所相 （地域連携担当）                       |      | カルロ・トリジリア                 | 2013年4月28日 – 2014年2月22日 |          | 民主党                                      |
| 無任所相 （議会関係・政府活動調整担当）         |      | ダリオ・フランチェスキーニ         | 2013年4月28日 – 2014年2月22日 |          | 代議院（下院） 民主党                       |
| 無任所相 （憲法改正担当）                       |      | ガエターノ・クワリアリエッロ       | 2013年4月28日 – 2014年1月27日 |          | 元老院（上院） 新中道右派 （自由の人民→）   |
| 無任所相 （統合担当）                           |      | セシル・キャンジュ                 | 2013年4月28日 – 2014年2月22日 |          | 代議院（下院） 民主党                       |
| 無任所相 （機会均等・スポーツ・青少年政策担当） |      | ヨーゼファ・イデム                 | 2013年4月28日 – 2014年2月22日 |          | 元老院（上院） 民主党                       |
| 無任所相 （行政改革担当）                       |      | ジャンピエロ・ダーリア             | 2013年4月28日 – 2014年2月22日 |          | 代議院（下院） 市民の選択                   |

### 政務次官
| 役職                            | 役職 | 氏名                   | 在任期間                     | 所属党派 | 所属党派 |
| ------------------------------- | ---- | ---------------------- | ---------------------------- | -------- | -------- |
| 首相府政務次官 （内閣官房長官） |      | Filippo Patroni Griffi | 2013年5月2日 – 2014年2月22日 |          | 無所属   |